# Upeneus sulphureus
Upeneus sulphureus är en fiskart som beskrevs av Cuvier 1829. Upeneus sulphureus ingår i släktet Upeneus och familjen mullefiskar. Inga underarter finns listade i Catalogue of Life.

## Bildgalleri

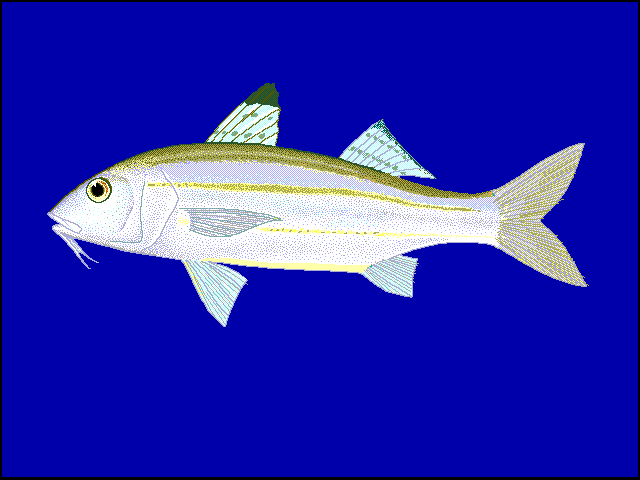